# Hagnau am Bodensee
Hagnau am Bodensee is een plaats in de Duitse deelstaat Baden-Württemberg, en maakt deel uit van het Bodenseekreis.
Hagnau am Bodensee telt 1.419 inwoners.

## Toerisme
Hagnau is een mooi dorp waar het goed wandelen is langs de oever van het Bodenmeer naar Meersburg of naar Immenstaad am Bodensee. Het dorp heeft een openluchtzwembad en een drukbezocht kampeerterrein.

## Wijnbouw
Er zijn verschillende wijngaarden in de omgeving van Hagnau. Zij verbouwen witte en rode wijnen. Een specialiteit is de "Spätburgunder Weißherbst".

## Visserij
Nog enkele vissers vissen in het Bodenmeer. Vissersbedrijven die vis verkopen en restaurants met de specialiteit "Felchen nach Müllerin Art" bevinden zich in de straat langs de oever ("Seestraße").

## Evenementen
In 1963 vroor het Bodenmeer voor het laatst dicht. Er werd toen een standbeeld van Sint-Jan in een processie vanaf de kerk in Hagnau over het Bodenmeer naar het Zwitserse Münsterlingen gedragen, waar het staat totdat het meer weer zal dichtvriezen.

## Geschiedenis
Hagnau werd in 1698 door de Abdij Einsiedeln verkocht aan de abdij Weingarten. In 1803 werd die abdij geseculariseerd en toegekend aan prins Willem van Nassau-Dillenburg, de latere koning Willem I. In 1806 verloor deze vorst al zijn Duitse landen. De voormalige abdij Weingarten kwam toen bij het koninkrijk Württemberg. Hagnau werd echter bij het groothertogdom Baden gevoegd